# Yana van der Meulen Rodgers

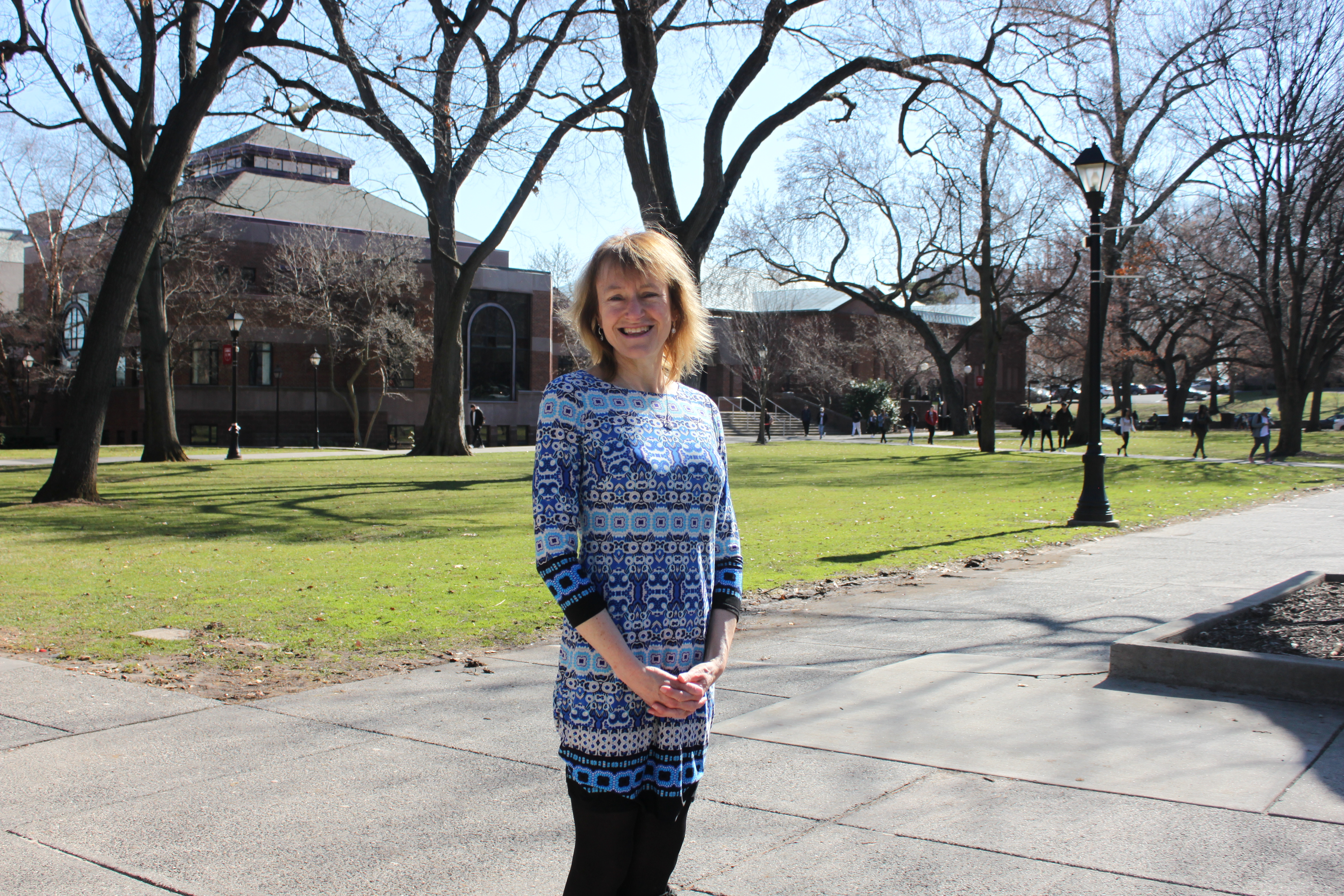
van der Meulen Rodgers auf dem Campus der Rutgers University im Februar 2018

Yana van der Meulen Rodgers (* 1966) ist eine niederländisch-US-amerikanische Wirtschaftswissenschaftlerin und Hochschullehrerin. 

## Werdegang, Forschung und Lehre
Van der Meulen Rodgers studierte zunächst an der Cornell University, an der sie 1987 als Bachelor of Arts in Wirtschaftswissenschaften graduierte. Anschließend wechselte sie an die Harvard University. Dort schloss sie 1989 mit einem Master of Arts und 1993 mit einem Ph.D. in Wirtschaftswissenschaften ab. Ab August des Jahres war sie als Assistant Professor und ab 1998 als Associate Professor am College of William & Mary tätig. 2004 wechselte sie als Associate Professor an die Rutgers University, wo sie in der Fakultät für Frauen- und Genderstudien anheuerte. Im April 2012 wurde sie zur ordentlichen Professorin berufen, 2018 übernahm sie die Fakultätsleitung. 
Die Schwerpunkte in Forschung und Lehre von van der Meulen Rodgers liegen in den Bereichen der Entwicklungsökonomie, der Arbeitsökonomik, der feministischen Ökonomie und der Gesundheitsökonomie. 
Als Nachfolgerin von Agneta Stark war sie 2013 bis 2014 Präsidentin der International Association for Feminist Economics. Seit 2005 gehört sie zu den Mitherausgebern des Periodikums Feminist Economics. Sie war als Beraterin unter anderem für die Vereinten Nationen, die Weltbank und die asiatische Entwicklungsbank tätig.